# Paula Valdivia Monserrat
Paula Valdivia Monserrat (geboren am 23. Dezember 1995 in Algeciras) ist eine spanische ehemalige Handballspielerin. Sie wurde auf der Spielposition Rechtsaußen eingesetzt.

## Vereinskarriere
Valdivia spielte Handball seit dem Jahr 2010. Sie begann mit dem Sport bei Ciudad de Algeciras, spielte dann bei Adesal Córdoba, Rincón Fertilidad Málaga und Balonmano Zuazo. Sie stand bis 2021 bei Rocasa Gran Canaria unter Vertrag.
Im Jahr 2021 wechselte sie nach Frankreich zu Chambray Touraine HB.
Seit 2022 spielte sie wieder in Spanien, bei motive.co Gijón. Im März 2025 beendete sie ihre aktive Karriere.
Mit den Teams aus Gran Canaria, Chambray-lès-Tours sowie aus Gijón nahm sie an internationalen Vereinswettbewerben teil.

## Auswahlmannschaften
Valdivia stand im Aufgebot spanischer Nationalmannschaften der RFEBM.
Von 2013 bis 2014 stand Valdivia in 18 Spielen mit der Juniorinnenauswahl Spaniens auf dem Platz und warf dabei 30 Tore.
Am 7. Juli 2017 bestritt sie ihr erstes Länderspiel für die spanische Nationalmannschaft. Valdivia stand auch bei der Europameisterschaft 2018 im Aufgebot. Mit Spaniens Auswahl gewann sie die Goldmedaille bei den Mittelmeerspielen 2018 sowie bei den Mittelmeerspielen 2022. Sie nahm mit dem Team an der Europameisterschaft 2022 teil. Für Spaniens Nationalauswahl lief sie von 2017 bis 2023 in 52 Länderspielen auf und erzielte darin 84 Tore.

## Privates
Nach ihrer Handballkarriere ist sie als Lehrerin tätig.